# Sybra lombokensis
Sybra lombokensis là một loài bọ cánh cứng trong họ Cerambycidae.